# جيمس فينلايسون (ممثل)
جيمس فينلايسون (بالإنجليزية: James Finlayson)‏ مواليد 27 أغسطس 1887 في اسكتلندا - الوفاة 9 أكتوبر 1953 في لوس أنجلوس، هو ممثل أمريكي من أصل اسكتلندي عمل في أفلام الكوميديا الصامتة والناطقة. عرف فينلايسون بصلعته وشاربه المزيف وكذلك طريقة تمثيله الهزلية كالتحديق والغضب، وتعبيره المميز «دوووووه»، كما اشتهر في سلسلة أفلام لوريل وهاردي حيث كان عدوهم في أغلب الأفلام.

## المسيرة
ولد فينلايسون في لاربرت في مقاطعة ستيرلينغشاير في اسكتلندا، وهو ابن ألكسندر وإيزابيلا فينلايسون (واسم أمه قبل الزواج هندرسون)،  عمل في حدادة القصدير قبل أن يتجه للتمثيل. وبعد وفاة والديه، هاجر إلى الولايات المتحدة في عام 1911 في سن الرابعة والعشرين مع شقيقه روبرت.
تزوج جيمس في عام 1919 من إميلي كورا جيلبرت، وهي مواطنة أمريكية من ولاية آيوا،  وأصبح مواطنا أمريكيا في عام 1942.

### المسرح
كان فينلايسون جزءا من مجموعة جون كلايد المسرحية، ولعب دور جيمي راتكليف في مسرحية جيني دينز في المسرح الملكي في أدنبرة في عام 1910. ولعب دور المحقق المتنكر على شكل أحد سكان المرتفعات الاسكتلندية في مسرحية اللعبة الكبرى في مسرح دالي في نيويورك في مايو 1912:  «حظي جيمس فينلايسون بفرصة ممتازة ولم يفوتها، وذلك بلعب شخصيتين في دور واحد – الإسكتلندي البسيط والساذج والمحقق الدؤوب والحذق، والشيء الرائع هو أنه تمكن من أداء الدورين في نفس الوقت».
وفاز لاحقا بدور راب بيغار في إنتاج برودواي الشهير Bunty Pulls the Strings بقلم غراهام موفات،  وتخلى عن الفرقة المسرحية التي جابت البلاد في عام 1916 ليبدأ مسيرته في هوليوود.

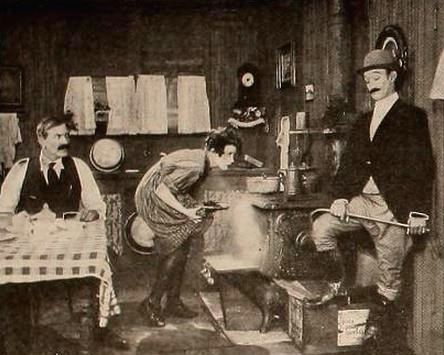
صورة من فيلم Down on the Farm من عام 1920

### الأفلام
وصل فينلايسون إلى لوس أنجلس في عام 1916، وعمل في استوديوهات إل-كو وتوماس إنس.  وفي أكتوبر 1919، وقع عقدا مع شركة ماك سينيت للكوميديا. وظهر في العديد من الأفلام التي أنتجها سينيت، بما في ذلك أفلام كيستون كوبس.
أشارت مقالة الصحيفة التي روجت للعرض الأول لفيلم Down on the Farm عام 1920 إلى فينلايسون بأنه «ممثل ذو شهرة دولية» وتقول عن أدائه: «الشرير في هذه الحالة – يجمع دون خوان التركي و» قرش القروض«– يلعب دوره فينلايسون بقوة نادرة وبجدية ينتج عنها أداء هزلي». أصبح فينلايسون ممثلا مستقلا في أواخر حياته المهنية، ومثل بعض أفلامه الأخيرة في المملكة المتحدة. ولعب أدوارا بسيطة في أفلام مثل المراسل الأجنبي، أكون أو لا أكون، الزواج الملكي، والأخير كان آخر فيلم له قبل وفاته في عام 1953.

### استوديوهات هال روتش
أكثر ما اشتهر به فينلايسون هو عمله في استوديوهات هال روتش. حاول هال روتش أن يجعل من فينلايسون نجما في عقد 1920، ولكن جهوده افتقدت للتركيز ولم تكن مثمرة. وجاءت الخطوة التالية في عام 1927 عندما تم وضع فينلايسون في سلسلة "كل نجوم الكوميديا" مع النجوم الجدد وقتها ستان لوريل وأوليفر هاردي، وكذلك الكوميدية إدنا ماريون، وآخرون؛ كما أشارت دعاية الاستوديو إلى فينلايسون وهاردي ولوريل بأنهم "ثلاثي الكوميدي الشهير". لكن منتج الطاقم لدى روتش (والمخرج الذي فاز لاحقا بعدة جوائز أوسكار) ليو ماكاري أدرك ما لدى لوريل وهاردي من إمكانات كبيرة وبدأ بتطوير شخصيتيهما وتوسيع أدوارهما نحو هذا الهدف؛ وبحلول خريف عام 1928، أصبحت سلسلة لوريل وهاردي رسمية وبوحدة إنتاج خاصة بها ولم يعد اسم فينلايسون يوضع في المقدمة معهم. ومع ذلك، فقد ظلت شخصية فينلايسون التي تعادي الثنائي محبوبة من الجمهور، واعتبروه جزءا لا غنى عنه في فريق لوريل وهاردي".
لعب فينلايسون في المجمل أدوارا في 33 فيلم من أفلام لوريل وهاردي، وعادة ما يلعب دور الشرير أو الخصم، ولا سيما في أفلامهم الشهيرة بيغ بيزنس (1929) وطريق الخروج من الغرب (1937). كما لعب دور البطولة إلى جانب ستان لوريل في 19 فيلما وبجانب أوليفر هاردي في خمسة أفلام قبل أن يتعاون لوريل وهاردي معا. وظهر في عدة من أفلام روتش مع تشارلي تشيس وغلين ترايون وسنوب بولارد وبن توربين. كما ظهر أيضا في العديد من أفلام «عصابتنا» القصيرة، مثل Mush and Milk، حيث دخل في الفيلم في مجادلة فكاهية على الهاتف مع سبانكي ماكفارلاند.

## الوفاة
كانت الممثلة الإنجليزية ستيفاني إنسال تتناول الإفطار مع فينلايسون بشكل منتظم على مدى عشرين عاما. ولكن في صباح يوم 9 أكتوبر 1953، لم يظهر فينلايسون في الوقت المعتاد. كانت تعلم أنه كان مريضا بالإنفلونزا في الآونة الأخيرة، فذهبت إلى منزله حيث اكتشفت جثته. توفي فينلايسون من جراء نوبة قلبية وكان عمره 66 عاما.

## الإرث
إحدى علامات فينلايسون كانت تعبيره «دووووه!» وكان فينلايسون قد استخدم هذا المصطلح كبديل عن كلمة «اللعنة!» أو Damn. وألهم هذا الممثل دان كاستلانيتا الذي أدى صوت هومر سيمبسون. وكان مطلوبا من كاستلانيتا أن ينطق بما كتب في السيناريو أنه «نخير يعبر عن الانزعاج» خلال جلسة تسجيل على برنامج تريسي أولمان (حيث عرض مسلسل عائلة سيمبسون أول مرة). فألقى تعبير «دووووه» الذي استوحاه من فينلايسون. رأى مات غرونينغ أنه سيكون أفضل أن يقولها بشكل أسرع ليتناسب مع توقيت الرسوم المتحركة. فقام كاستيلانيتا باختصاره بسرعة إلى «دوه!»

## الأعمال
- شو غيرل
- حرية
- من الصعب الحصول عليه
- دورية الفجر
- حزم مشاكلك
- أسمك من الماء
- الفتاة البوهيمية
- طريق الخروج من الغرب
- الأغبياء
- الثنائي الطائر
- أحمق في أكسفورد
- المراسل الأجنبي
- ها قد أتى العروس

## وصلات خارجية
- جيمس فينلايسون على موقع IMDb (الإنجليزية)
- جيمس فينلايسون على موقع ألو سيني (الفرنسية)
- جيمس فينلايسون على موقع تيرنر كلاسيك موفيز (الإنجليزية)
- جيمس فينلايسون على موقع أول موفي (الإنجليزية)
- جيمس فينلايسون على موقع قاعدة بيانات برودواي على الإنترنت (الإنجليزية)
- جيمس فينلايسون على موقع قاعدة بيانات الأفلام السويدية (السويدية)
- جيمس فينلايسون على موقع إن إن دي بي (الإنجليزية)
- جيمس فينلايسون على موقع قاعدة بيانات الفيلم (الإنجليزية)
- جيمس فينلايسون على موقع كينوبويسك (الروسية)
- James Finlayson at the Complete Index to World Film  [لغات أخرى]‏
- James Finlayson على موقع فايند أغريف
- James Finlayson at ويكيتري